# Nagrody im. Edgara Allana Poego
Nagrody im. Edgara Allana Poego (popularnie zwane Edgarami, ang. Edgar Awards) – amerykańskie nagrody literackie przyznawane corocznie od 1946 przez organizację Mystery Writers of America, w kategoriach powieści kryminalnych, literatury faktu, telewizyjnych, filmowych oraz teatralnych.

## Kategorie
- Najlepsza powieść (od 1954)
- Najlepszy debiut powieściowy autora amerykańskiego (od 1946)
- Najlepsza książka oryginalna w miękkiej okładce (od 1970)
- Najlepsze opowiadanie (od 1951)
- Najlepszy kryminał faktu (od 1948)
- Najlepszy utwór biograficzny (od 1977)
- Najlepsza książka dla młodzieży (1961)
- Najlepszy film lub serial telewizyjny (1972)
- Najlepszy scenariusz filmowy (od 1946)
- Najlepsza sztuka (od 1950, nieregularnie)
- Edgary specjalne (od 1949, nieregularnie)
- Nagroda ku pamięci Roberta L. Fisha (od 1984)
- Nagroda kruka (od 1953)
- Najlepszy film zagraniczny (od 1949 do 1966)